# Бодайбинский район
Бодайби́нский райо́н — административно-территориальное образование (район) и муниципальное образование (муниципальный район) в Иркутской области России.
Административный центр — город Бодайбо.

## География
Бодайбинский район, площадью 92 тысячи квадратных километров, расположен на Витимо-Патомском нагорье, в северо-восточной части области, в местности, приравненной к районам Крайнего Севера. Климат резко континентальный: зимой до −55 ºC, летом до +40 ºC. Окраинно-периферийное географическое местоположение района предопределило низкую транспортную освоенность территории.
Бодайбинский район граничит на севере и северо-востоке с Республикой Саха (Якутия), на юге и юго-востоке — с Республикой Бурятия и Забайкальским краем, на западе — с Мамско-Чуйским районом Иркутской области.

## История
Бодайбинский район образован в 1926 году: с декрета ВЦИК №40 от 28 июня 1926 «О разделении территорий Иркутской губернии на округа и районы» началась история Бодайбинского района.
В 1950-е годы в рамках постановления Совета Министров СССР от 17 января 1955 года «О наборе в Китайской Народной Республике рабочих для участия в коммунистическом строительстве и трудового обучения в СССР» на предприятиях и стройках района работали китайские рабочие.

## Население
| 2002    | 2009    | 2010    | 2011    | 2012    | 2013    | 2014    |
| ------- | ------- | ------- | ------- | ------- | ------- | ------- |
| 10 817  | ↘9498   | ↗23 227 | ↘23 122 | ↘22 385 | ↘21 646 | ↘21 290 |
| 2015    | 2016    | 2017    | 2021    |         |         |         |
| ↘20 923 | ↘19 985 | ↘19 438 | ↘14 411 |         |         |         |

## Муниципально-территориальное устройство
В муниципальный район (с официальным наименованием муниципальное образование г. Бодайбо и района) входят 6 муниципальных образований, в том числе 5 городских поселений  и 1 сельское поселение:
| № | Муниципальное образование         | Административный центр       | Количество населённых пунктов | Население (чел.) | Площадь (км²) |
| - | --------------------------------- | ---------------------------- | ----------------------------- | ---------------- | ------------- |
| 1 | Артёмовское городское поселение   | рабочий посёлок Артёмовский  | 3                             | ↘945             | 9904,35       |
| 2 | Балахнинское городское поселение  | рабочий посёлок Балахнинский | 3                             | ↘978             | 1943,77       |
| 3 | Бодайбинское городское поселение  | город Бодайбо                | 2                             | ↘8921            | 26708,85      |
| 4 | Кропоткинское городское поселение | рабочий посёлок Кропоткин    | 2                             | ↘1042            | 14509,74      |
| 5 | Мамаканское городское поселение   | рабочий посёлок Мамакан      | 1                             | ↗1768            | 2024,75       |
| 6 | Жуинское сельское поселение       | посёлок Перевоз              | 2                             | ↘757             | 36854,36      |

### Населённые пункты
В Бодайбинском районе 13 населённых пунктов.
| №  | Населённый пункт | Тип                   | Население | Муниципальное образование         |
| -- | ---------------- | --------------------- | --------- | --------------------------------- |
| 1  | Апрельск         | посёлок               | ↘87       | Артёмовское городское поселение   |
| 2  | Артёмовский      | рабочий посёлок (пгт) | ↘910      | Артёмовское городское поселение   |
| 3  | Балахнинский     | рабочий посёлок (пгт) | ↘925      | Балахнинское городское поселение  |
| 4  | Бодайбо          | город                 | ↘8921     | Бодайбинское городское поселение  |
| 5  | Большой Патом    | село                  | ↘52       | Жуинское сельское поселение       |
| 6  | Васильевский     | посёлок               | ↘134      | Балахнинское городское поселение  |
| 7  | Кропоткин        | рабочий посёлок (пгт) | ↘1036     | Кропоткинское городское поселение |
| 8  | Кяхтинский       | посёлок               | ↘21       | Балахнинское городское поселение  |
| 9  | Мамакан          | рабочий посёлок (пгт) | ↗1768     | Мамаканское городское поселение   |
| 10 | Маракан          | посёлок               | ↘378      | Артёмовское городское поселение   |
| 11 | Нерпо            | село                  | ↘0        | Бодайбинское городское поселение  |
| 12 | Перевоз          | посёлок               | ↘842      | Жуинское сельское поселение       |
| 13 | Светлый          | посёлок               | ↘6        | Кропоткинское городское поселение |

- в 1998 г. упразднены: поселок Андреевск Балахнинской поселковой администраций, поселок Балаганах Жуинской сельской администрации, поселки Каменистая (8-я) и Весенний Артемовской поселковой администрации.

## Экономика
Бодайбинский район — промышленный: удельный вес промышленности в объёме реализации в целом по району составляет 86 %. Однако, промышленность Бодайбинского района представляют в основном золотодобывающие предприятия, работа которых носит сезонный характер.
Пищевая промышленность представлена двумя муниципальными предприятиями: МУП «Мясной двор» и РМУКП «Пищекомбинат».
Электроэнергию производит Мамаканская ГЭС.
Общая площадь сельскохозяйственных угодий Бодайбинского района составляет 1196 га, на которых функционируют 5 фермерских хозяйств и 11 подсобных хозяйств промышленных предприятий.
С момента открытия золота на территории района уже более 150 лет исключительно его добыча служит основой жизнедеятельности края. При этом один из старейших золотопромышленных центров России отличается от других золотодобывающих регионов страны редкой стабильностью уровня добычи драгметалла, что свидетельствует об уникальности Ленского золотоносного района.

## Ресурсы
Минерально-сырьевые ресурсы в основном составляет золото Лено-Витимской золотоносной провинции, где сосредоточено почти 95 % россыпного и рудного золота области. Основной объём добычи золота приходится на россыпные месторождения. Самое крупное и технически подготовленное рудное месторождение — Сухоложское. Кроме Сухоложского подготовлены к промышленному освоению Вернинское, Западное, Догалдынское, Кавказ, Мукодек (Мамско-Чуйский район), Невское, Первенец, Чертово Корыто.
Кроме того, район отличает богатство разнообразного минерального сырья для современной стройиндустрии: керамзитового сырья, известняка, щебня, песка и песчано-гравийной смеси, легкоплавких глин. В районе расположено единственное в мире месторождение чароита. В долине реки Маракан установлено месторождение особо чистого мелкозернистого кварца (подобный кварц добывается только на Урале шахтным способом на Кыштымском ГОКе).
Величина показателя водных ресурсов — суммарного среднегодового речного стока — оценивается в 133,9 км³/год, подавляющая доля которого концентрируется в главных водных артериях района — реках Лене и Витим. Объём водозабора составляет 30,1 млн м³, что составляет лишь 0,17 % величины устойчивого стока. Гидроэнергоресурсы в пределах района оценивается в 40,2 млрд кВт·ч. Основное судоходное значение имеет Витим.
Невысок уровень лесных ресурсов района (фактическая заготовка древесины — 110 тыс. м³ в условиях труднодоступной среднегорной тайги). Площадь охотничьих угодий — 8659 тыс. га, в том числе Витимский заповедник — 1161 тыс. га.
В последние годы, несмотря на рост золотодобычи в районе, сохраняется устойчивая тенденция сокращения населения региона.

## Учреждения образования
Система образования Бодайбинского района включает:
- 13 школ,
- 13 детских дошкольных учреждений,
- 3 внешкольных учреждения,
- оздоровительный лагерь «Звездочка».
- специальная вспомогательная школа-интернат для детей с нарушением интеллекта,
- центр образования взрослых,
- дом творчества,
- детский оздоровительно-образовательный центр (бассейн, лыжная база, тир, стадион, спортзал, детско-юношеская школа) в пос. Балахнинском,
- межшкольный учебно-курсовой комбинат,
- Бодайбинский горный техникум, на базе которого работает представительство Иркутского государственного технического университета.

## Учреждения здравоохранения
Систему здравоохранения района составляют:
- Центральная районная больница, которая включает в себя стационар, городскую поликлинику и детскую консультацию;
- 3 участковые больницы в п. Перевоз, п. Мамакане, п. Артёмовском;
- врачебные амбулатории в поселках Балахнинском и Кропоткине;
- 8 фельдшерско-акушерских пунктов.

## Учреждения культуры
Управление культуры администрации Бодайбинского района координирует:
- 11 библиотек,
- 6 детских музыкальных школ,
- 13 клубных учреждений,
- Краеведческий музей,
- 2 народных коллектива.

Историческими памятниками Бодайбинского района являются:
- Памятник жертвам Ленского расстрела 1912 года (п. Апрельский),
- Братская могила жертв Ленского расстрела,
- Братская могила рабочих, расстрелянных колчаковцами в 1919 году (г. Бодайбо),
- Паровоз серии «ГР» производства ГДР (1951 г.) — память о первой железной дороге в Восточной Сибири (г. Бодайбо),
- Памятник в честь погибших бодайбинцев в годы Великой Отечественной войны 1941—1945 гг.

На территории Бодайбинского района расположен государственный природный заповедник «Витимский», охраняющий естественную красоту уникальных природных ландшафтов в верхнем течении р. Витим. На его территории расположено озеро Орон, представляющее особую научную и культурную ценность.

## Археология
На реке Витим недалеко от посёлка Мамакан, в 17 км от Бодайбо находится группа археологических стоянок каменного века «Коврижка». На стоянке «Коврижка-4» была найдена фигурка палеолитической Венеры. Методом радиоуглеродного датирования возраст жилища на стоянке Коврижка IV составляет ок. 15,6 тыс. лет, а возраст 2Б культурного горизонта — ок. 15,3 тыс. лет. Стояночный комплекс из шестого культурного горизонта датируется возрастом 18 тыс. лет назад.